# Óscar Clemente
Óscar Clemente Mues (Adeje, Provincia de Santa Cruz de Tenerife, 26 de marzo de 1999), es un futbolista español que juega en la posición de centrocampista y se encuentra sin equipo. 

## Trayectoria
Clemente se formó en el Club Deportivo Marino, de Adeje, localidad del sur de Tenerife. En la categoría de infantil fichó por el Club Atlético Chenet, de la misma localidad sureña. En septiembre de 2013 firmó por los cadetes del Atlético de Madrid. Tras cinco años en la cadena filial alcanzó el filial rojiblanco el 26 de agosto de 2018, haciendo su debut en un encuentro finalizado con empate a uno frente al A. D. Unión Adarve en la Segunda División B.
El 18 de enero de 2020 debutó en el primer equipo del Atlético de Madrid en La Liga, entrando como suplente de Vitolo en la derrota por 0-2 ante la S. D. Eibar. Cinco días después, renovó su contrato hasta 2022.
El 20 de agosto de 2020 fichó por tres temporadas con la U. D. Las Palmas de la Segunda División de España. En el tercer año con los amarillos participó en el ascenso a Primera División, aportando 2 goles y 2 asistencias en 31 partidos. Sin embargo no renovó su contrato.
El 27 de junio de 2023 fichó por el Levante U. D., firmando hasta 2026. En temporada y media jugó 33 encuentros, en los que marcó un gol, y en enero de 2025 fue cedido al F. C. Cartagena para lo que restaba de campaña. En agosto quedó libre tras llegar a un acuerdo con el club para rescindir su contrato.

## Clubes
| Club                        | País   | Año       |
| --------------------------- | ------ | --------- |
| Club Atlético de Madrid "B" | España | 2018-2020 |
| Club Atlético de Madrid     | España | 2020      |
| U. D. Las Palmas            | España | 2020-2023 |
| Levante U. D.               | España | 2023-2025 |
| F. C. Cartagena (cedido)    | España | 2025      |